# Cyphon mirabilis
Cyphon mirabilis es una especie de coleóptero de la familia Scirtidae.

## Distribución geográfica
Habita en Nueva Guinea.